# Empidonax albigularis
El  mosquero gorgiblanco (Empidonax albigularis) es una especie de ave paseriforme de la familia Tyrannidae, perteneciente al numeroso género Empidonax. Es un migrante altitudinal nativo de México y de América Central.

## Otros nombres comunes
Se le conoce también como mosquerito cuelliblanco, mosquerito gargantiblanco (en Costa Rica), mosquerito gorjiblanco o gorguiblanco (en México y Panamá), mosquero garganta blanca (en México), mosqueta de garganta blanca, mosquitero gorgiblanco (en Nicaragua) o papamoscas garganta blanca (en México).

## Distribución y hábitat
Esta especie anida en tierras altas de México, Guatemala, El Salvador, Honduras, Nicaragua, Costa Rica, y Panamá, en los inviernos boreales realiza migraciones de corta distancia bajando a elevaciones menores en esos mismos países, inclusive de Belice.
Esta especie es considerada de poco común a bastante común, pero local, en sus hábitats naturales: anida en áreas abiertas o semiabiertas con setos, crecimientos arbustivos, generalmente cerca de agua, en prados húmedos, estanques de irrigación, así como en clareras de bosques de pino-roble en mayores altitudes, entre 1200 y 3000 m; en la temporada no reproductiva baja a pantanos, especialmente con juncáceas y bordes con matorrales.

## Sistemática

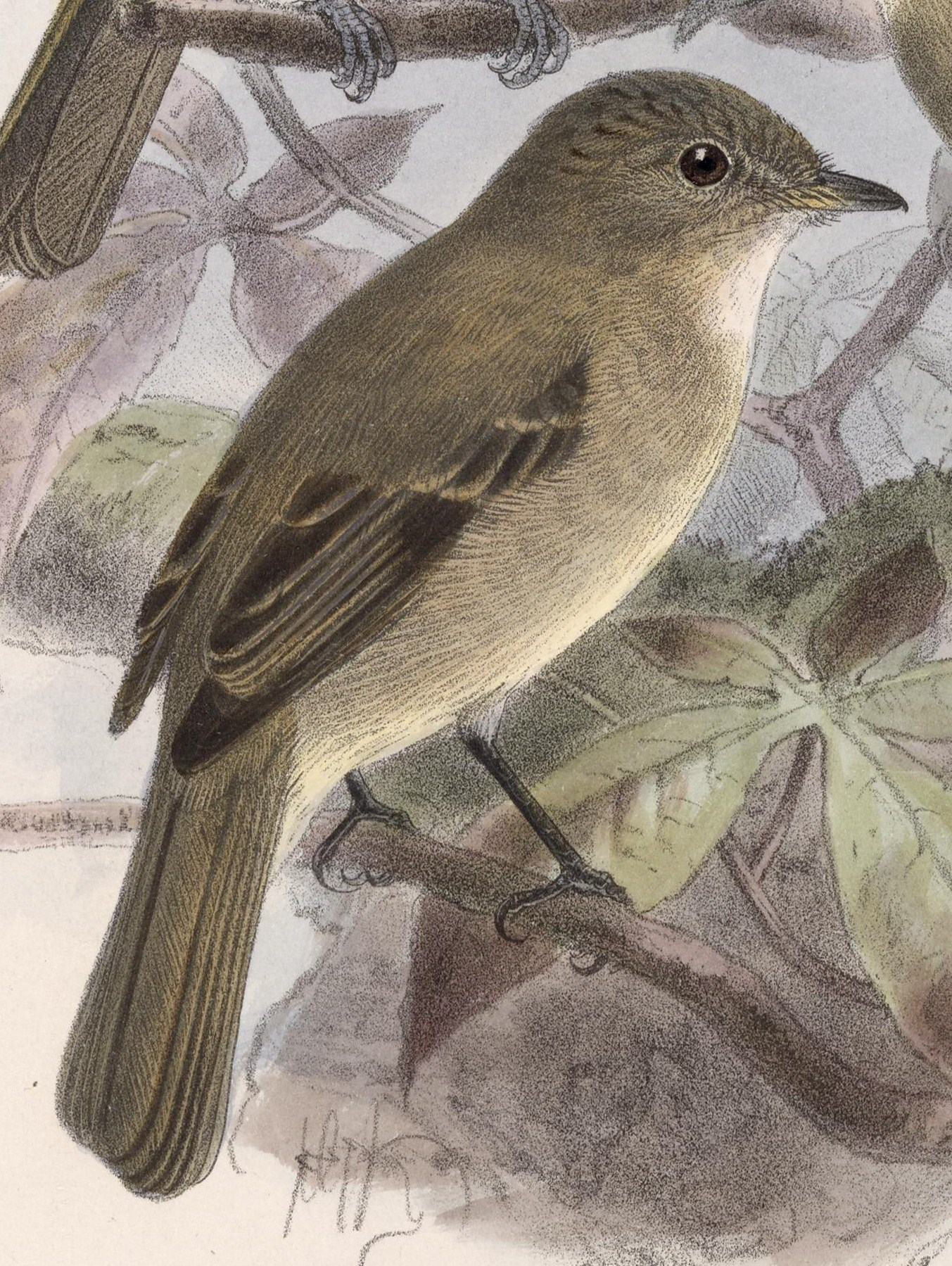
Empidonax albigularis, ilustración de Keulemans en Biologia Centrali-Americana, 1902.

### Descripción original
La especie E. albigularis fue descrita por primera vez por los zoólogos británicos Philip Lutley Sclater y Osbert Salvin en 1859 bajo el mismo nombre científico; su localidad tipo es: «Dueñas, Guatemala».

### Etimología
El nombre genérico masculino «Empidonax» se compone de las palabras del griego «empis, empidos» que significa ‘mosquito’, ‘jején’, y «anax, anaktos» que significa ‘señor’; y el nombre de la especie «albigularis», se compone de las palabras del latín «albus» que significa ‘blanco’, y «gularis» que significa ‘de garganta’.

### Taxonomía
Las diferencias fenotípicas entre las poblaciones son menores y la división en subespecies, así como sus límites, no están sólidamente establecidos.

### Subespecies
Según las clasificaciones del Congreso Ornitológico Internacional (IOC) y Clements Checklist/eBird se reconocen tres subespecies, con su correspondiente distribución geográfica:
- Empidonax albigularis timidus Nelson, 1900 – pendiente del Pacífico del oeste de México (extremo sureste de Sonora y suroeste de Chihuahua al sur hasta Morelos).
- Empidonax albigularis albigularis P.L. Sclater & Salvin, 1859 – pendiente caribeña del este y sur de México (suroeste de Tamaulipas al sur hasta Puebla, este de Guerrero, Oaxaca y Chiapas) al sur hasta Guatemala, El Salvador y Honduras; probablemente inverna hacia el sur de América Central.
- Empidonax albigularis australis W. Miller & Griscom, 1925 – Nicaragua al sur hasta el oeste de Panamá (Chiriquí).